# 湯啟康
湯啟康，BBS（1947年1月4日—），前香港教育署副署長和前聖公會曾肇添中學校長。湯啟康於1968年加入政府，至1998年11月升任教育署副署長，後於2002年1月提早退休。他在2001年獲香港特別行政區政府授予銅紫荊星章以嘉許於教育署竭誠工作的表現。

## 背景
湯啟康早年於九龍紅磡長大，分別在1958年和1965年畢業於福榮街官立小學下午校（1958年原獲派入讀油麻地官立學校）和聖馬可中學（同屆中五畢業同學計有股評人藺常念及商界人士紀文鳳）。香港高齡教育工作者聯會副會長張欽燦是他小學時的老師。二人更曾是教育署學校派位組的同事。另外，滙豐銀行首位華人大班劉智傑是湯啟康小學的同級同學。湯啟康就讀聖馬可中學前在英皇書院就學至1963年中五年級，但因為在普通教育證書英文科考試（GCE O-Level）中取得不及格的成績而被校方要求轉校。最後在聖馬可中學校長毛禮士牧師的教導下重考普通教育證書考試和完成高中二（中五）課程。之後升讀香港大學理學院修讀數學學士課程，並於1968年以二級榮譽資格畢業。畢業未幾便於1968年9月加入教育司署任助理教育主任，1974年8月升為教育主任（學校）（此前負責私立中學組派位事宜）。湯啟康升職前在1973年獲得教育文憑、其後於1983年完成香港中文大學管理學文憑和在1987年完成美國加利福尼亞大學柏克萊分校公共行政文憑課程。
湯啟康在大學本科畢業後在1968年加入政府，至1973年前一直在香港教育署任職助理教育主任，於荃灣官立工業中學教授英語和數學數個科目。往後轉任教育主任、首席教育主任及高級助理教育署署長，以教育行政、規劃和研究工作為主其職責。另外又兼顧信息系統和學校發展等職務。湯啟康曾在1970年參與1970年亞洲運動會帆船項目比賽，不久被教育署領導層相中回到政府部門任職。在1998年獲晉升為教育署副署長。他在2002年退休前負責教育改革、政策與課程發展和教育質素保證方面的工作。此外，也擔任香港演藝學院校董會的委員。他退休後到安徽蕪湖當了半年教師。不久於2002年至2007年出任聖公會曾肇添中學校長。期間亦擔任過香港英文中學聯會副主席和聖公會中學校長會主席。湯啟康於2007年正式退休。此後曾擔任香港童軍總會新界東地域會務委員會的副會長。
現時，湯啟康以愛德基金會（香港）執行總幹事的身份到不同的地方擔任義務教學工作，例如於2016年到安徽蕪湖師範專科學校教授英語。除此之外，他是李寶椿聯合世界書院的校董會主席、聖公會馬鞍山主風小學和聖馬可小學校監。